# Filler ve Çimen
Filler ve Çimen (turc: Elefants i herba) és una pel·lícula dramàtica turca del 2001, escrita i dirigida per Derviş Zaim, unrs sis històries diferents que es fusionen en un tema comú. La pel·lícula, que es va estrenar a tot Turquia el 5 de gener de 2001, va guanyar premis en festivals de cinema d'Antalya i Istanbul, inclòs el premi especial del jurat Taronja d’Or Behlül Dal.

## Argument
Tot l'infern comença a desfer-se quan els suborns periòdics que es paguen al ministre que es protegeix del Servei d'Intel·ligència amb l'ajuda d'una banda no es veuen enlloc. La cocaïna es compra a Colòmbia abans que els diners en qüestió arribin a les mans del ministre. El ministre, que patrocina un casino a canvi de diners, pren mesures immediates per resoldre aquesta situació. Al mateix temps, els funcionaris del casino, que van rebre ajuda per protegir-se d'una organització il·legal, també van apadrinar una noia anomenada Havva, que somia amb ser campiona de la Marató d'Euràsia. Els esdeveniments es complicaran cada cop més en un ambient de violència i interès.

## Repartiment
- Ali Sürmeli com a Camoka
- Sanem Çelik com a corredora de marató Havva Adem
- Bülent Kayabaş com a ministre Aziz Bebek
- Haluk Bilginer com a Sabit Üzücü
- Uğur Polat com a Şeref
- Semir Aslanyürek com a mafia russa
- Ezel Akay com a agent de la CIA